# Sima Lun
Sima Lun (prije 249. – 5. lipnja 301.), kurtoaznog imena Ziyi (子彛), formalno Princ od Zhaoa, (Pinyin: Zhào Wáng, kin. 赵王, trad. 趙王) bio je kineski plemić i velikodostojnik, rodom iz dinastije Jin, koji je kao uzurpator preuzeo carsku krunu od svog rođaka Huija i vladao od 3. veljače do 30. svibnja 301. godine. Njegov postupak izazvao je opći ustanak u kome je svrgnut i pogubljen, a na prijestolje je vraćen Hui. Smatra se trećim od osmorice prinčeva po kojima se naziva period građanskog rat od 291. do 307. godine. 
Tijekom rane vladavine cara Huija, Sima Lun bio je vojni zapovjednik provincije Qin i Yong, gdje je djelomično zahvaljujući Lunovim lošim upravljanjem došlo do pobuna. Pozvan je na dvor, gdje je uspio zadobiti povjerenje Carice Jia Nanfeng, te je tražio visok državni položaj. Tadašnji savjetnici carice, pjesnik Zhang Hua i Pei Wei odbili su njegov zahtjev. Kasnije, kada je postao car, Sima Luna je pogubio Zhang Hua.